# Codice marziale 2
Codice marziale 2 è un film del 1992 diretto da Kurt Anderson. È il secondo capitolo della saga Codice marziale.

## Trama
Bille Blake con il suo nuovo partner Sean Anderson si trovano a dover indagare sull'omicidio di un loro collega, e si scopre che è collegato alla corruzione e al traffico di stupefacenti in un nightclub.

## Il film
Seguito decisamente migliore rispetto al precedente. Le coreografie di Jeff Pruitt rendono i combattimenti appassionanti, e la presenza di Jeff Wincott nel ruolo principale rende il film un piccolo classico del genere.